# جو كينر
جو كينر (بالإنجليزية: Joe Keener)‏ هو لاعب كرة قاعدة أمريكي، ولد في 21 أبريل 1953 في سان بدروس ‏ في الولايات المتحدة.

## وصلات خارجية
- جو كينر على موقعبيزبول رفرنس.كوم (الدوري الرئيسي) (الإنجليزية)
- جو كينر على موقعبيزبول رفرنس.كوم (الدوري الثانوي) (الإنجليزية)